# Matthias Kneip
Matthias Kneip (* 30. Juli 1969 in Regensburg) ist ein deutscher Schriftsteller und Publizist.

## Leben und Werk
Als Sohn des Sprachwissenschaftlers Heinz Kneip und seiner Frau Ingrid Kneip wuchs er mit zwei Brüdern in Regensburg auf, besuchte das Goethe-Gymnasium Regensburg und studierte Germanistik, Slawistik und Politologie an der Universität Regensburg. Zwischen 1995 und 1996 arbeitete er als Lektor für deutsche Sprache und Literatur an der Universität Oppeln in Polen, wo auch seine literarische Auseinandersetzung mit diesem Land begann und erste Texte über Polen erschienen. 1999 promovierte er an der Universität Regensburg zum Thema „Die politische Rolle der deutschen Sprache in Oberschlesien 1921-1999“.
Kneip arbeitet als wissenschaftlicher Mitarbeiter am Deutschen Polen-Institut in Darmstadt sowie als freier Schriftsteller und Polenreferent für unterschiedliche Unternehmen. Er ist Mitglied im PEN-Zentrum Deutschland. Darüber hinaus gehört er zu den bekanntesten Mittlern im deutsch-polnischen Kulturaustausch.
Er wohnt mit seiner Familie in Regensburg.
Während sich Kneips Gedichte durch einen spielerischen Umgang mit Sprache sowie hintergründigen Humor auszeichnen und sie den Blick nicht selten auf Deutschland richten, widmet er sich in seinen zahlreichen journalistischen Essays und Prosaveröffentlichungen vor allem Polen, dessen Menschen und Städte er feinsinnig und sensibel aus einem meist persönlichen Blickwinkel beschreibt.

## Auszeichnungen
- 1997 Gedok-Literaturpreis
- 2001 Kulturförderpreis der Stadt Regensburg
- 2008 Medaille der Kommission der nationalen Erziehung, verliehen vom Polnischen Ministerium für Nationale Erziehung
- 2011 Kulturpreis Schlesien des Landes Niedersachsen
- 2012 Kavalierskreuz des Verdienstordens der Republik Polen
- 2022 Goldene Eule des Clubs der polnischen Intelligenz und der Zeitschrift Jupiter in Wien

## Veröffentlichungen

### Lyrik
- Einmal Leben und zurück. Gedichte. Buch- und Kunstverlag Oberpfalz. Amberg 1995, ISBN 978-3-924350-45-1
- Farbe für Schwarz-Weiß. Gedichte und Essays zur deutsch-polnischen Annäherung. Zweisprachig. Breslau 1998.
- In meiner Faust den Tag. Gedichte. Edition lichtung. Viechtach 1998, ISBN 978-3-929517-24-8
- zärtlich kriegen. Lyrik. Snayder-Verlag. Paderborn 2000, ISBN 978-3-933976-21-5
- Liebes Verhältnisse. House of the Poets. Paderborn 2007, ISBN 978-3-936706-03-1
- blöd aber sinnig. House of the Poets. Paderborn 2009, ISBN 978-3-936706-23-9
- Keiner versteht mich... klagte das Gedicht und wurde berühmt!. Lektora. Paderborn 2013, ISBN 978-3-938470-99-2

### Prosa
- Grundsteine im Gepäck. Begegnungen mit Polen. Verlag House of the Poets. Paderborn 2002, ISBN 978-3-9806883-8-3
- Między nami. Unter uns. Gedichte. Zweisprachig. Mit einem Vorwort von Feliks Netz. Biblioteka Śląska. Katowice 2004
- Liebes Verhältnisse. Gedichte und Prosa. Verlag House of the Poets. Paderborn 2005, ISBN 978-3-936706-03-1
- Polenreise. Orte, die ein Land erzählen. Verlag House of the Poets. Paderborn 2007, ISBN 978-3-936706-10-9
- Polen. Literarische Reisebilder. Lektora-Verlag. Paderborn 2012, ISBN 978-3-938470-81-7
- Reise in Ostpolen. Orte am Rand der Mitte. Lektora-Verlag. Paderborn 2014/neu 2021, ISBN 978-3-95461-202-4
- 111 Gründe, Polen zu lieben. Schwarzkopf und Schwarzkopf. Berlin 2015, ISBN 978-3-86265-521-2
- Reise in Westpolen. Orte, die Geschichten erzählen. Lektora-Verlag. Paderborn. 2016, ISBN 978-3-95461-057-0
- Polen in Augenblicken. Pustet Verlag. Regensburg 2019, ISBN 978-3-7917-3094-3
- Mit Andrzej Mleczko Darüber lacht Polen, Pustet-Verlag, 2023, ISBN 978-3-7917-3393-7

### Wissenschaftliche Veröffentlichungen
- Die deutsche Sprache in Oberschlesien. Untersuchungen zur politischen Rolle der deutschen Sprache als Minderheitensprache 1921-1998. Hrsg. v. d. Forschungsstelle Ost-Mitteleuropa an der Universität Dortmund. Dortmund 1999. 2. Aufl. 2000, ISBN 978-3-923293-62-9

### Lehrwerk
- [Gemeinsam mit Manfred Mack] Polnische Literatur und deutsch-polnische Literaturbeziehungen. Arbeitsmaterialien für den Deutschunterricht. Cornelsen-Verlag 2003, ISBN 978-3-464-69110-6
- Polnisch für Geschäftskontakte. Web Based Trainings. (Herausgeber). Cornelsen 2006.
- [Gemeinsam mit Manfred Mack] Polnische Geschichte und deutsch-polnische Beziehungen im Unterricht. Cornelsen. Berlin 2007.
- Erika Worbs (Hrsg.): Witaj Polsko! Lehrwerk für Polnisch als Fremdsprache an Schulen. Von Renata Szpigiel und Ewa Baglajewska-Miglus. Projektleitung und Texte zur Landeskunde: Matthias Kneip. Universum Verlag Wiesbaden 2009.
- [gemeinsam mit Manfred Mack]: Polnische Gesellschaft. Cornelsen 2012.

### Hörbücher
- Grundsteine im Gepäck. Begegnungen mit Polen. Hörbuch (CD). LOhrBär-Verlag. Regensburg 2005, ISBN 978-3-9809651-5-6

### Übersetzungen
- Z sercem w plecaku. Spotkania Niemca z Polską (Grundsteine im Gepäck). Verlag Dolnośląskie, Wrocław 2005, ISBN 978-83-7384-428-5